# Kroningsfeesten

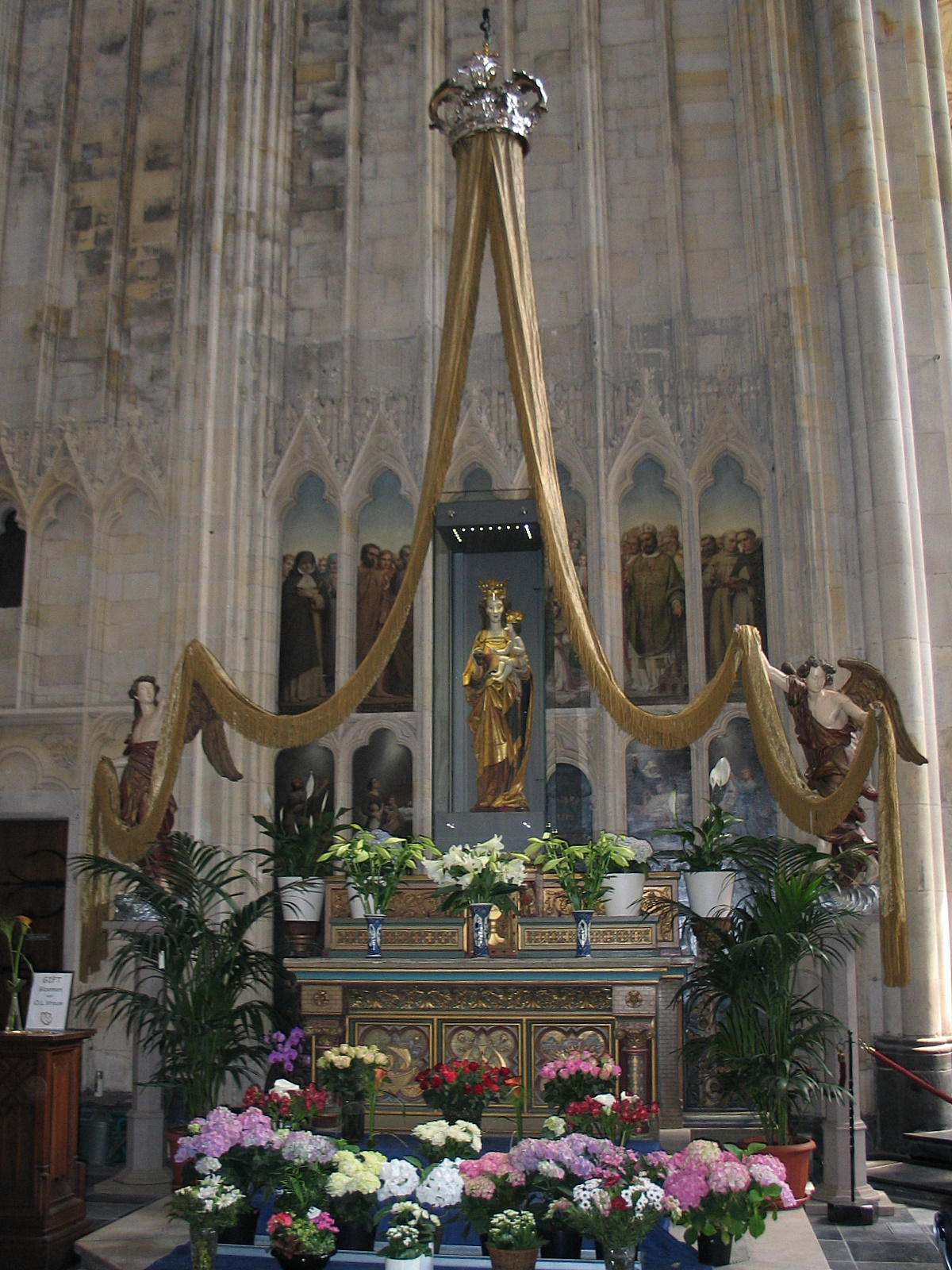
Onze-Lieve-Vrouw "Oorzaak Onzer Blijdschap"

Als oudste Maria-oord ten noorden van de Alpen werden in Tongeren (Belgisch Limburg) reeds in de middeleeuwen zevenjaarlijkse heiligdomsvaarten georganiseerd. 
Toen in 1890 het miraculeuze beeld van Onze-Lieve-Vrouw "Oorzaak Onzer Blijdschap" gekroond werd door bisschop Victor-Joseph Doutreloux, besloot de Tongerse bevolking de heiligdomsvaarten uit te bouwen tot zevenjaarlijkse Kroningsfeesten. De Aartsbroederschap van Onze-Lieve-Vrouw van Tongeren  heeft daarin zeker een rol gespeeld. Deze traditie wordt tot op de dag van vandaag in ere gehouden.
In 2011 werden de Kroningsfeesten door de Vlaamse overheid erkend als immaterieel cultureel erfgoed.

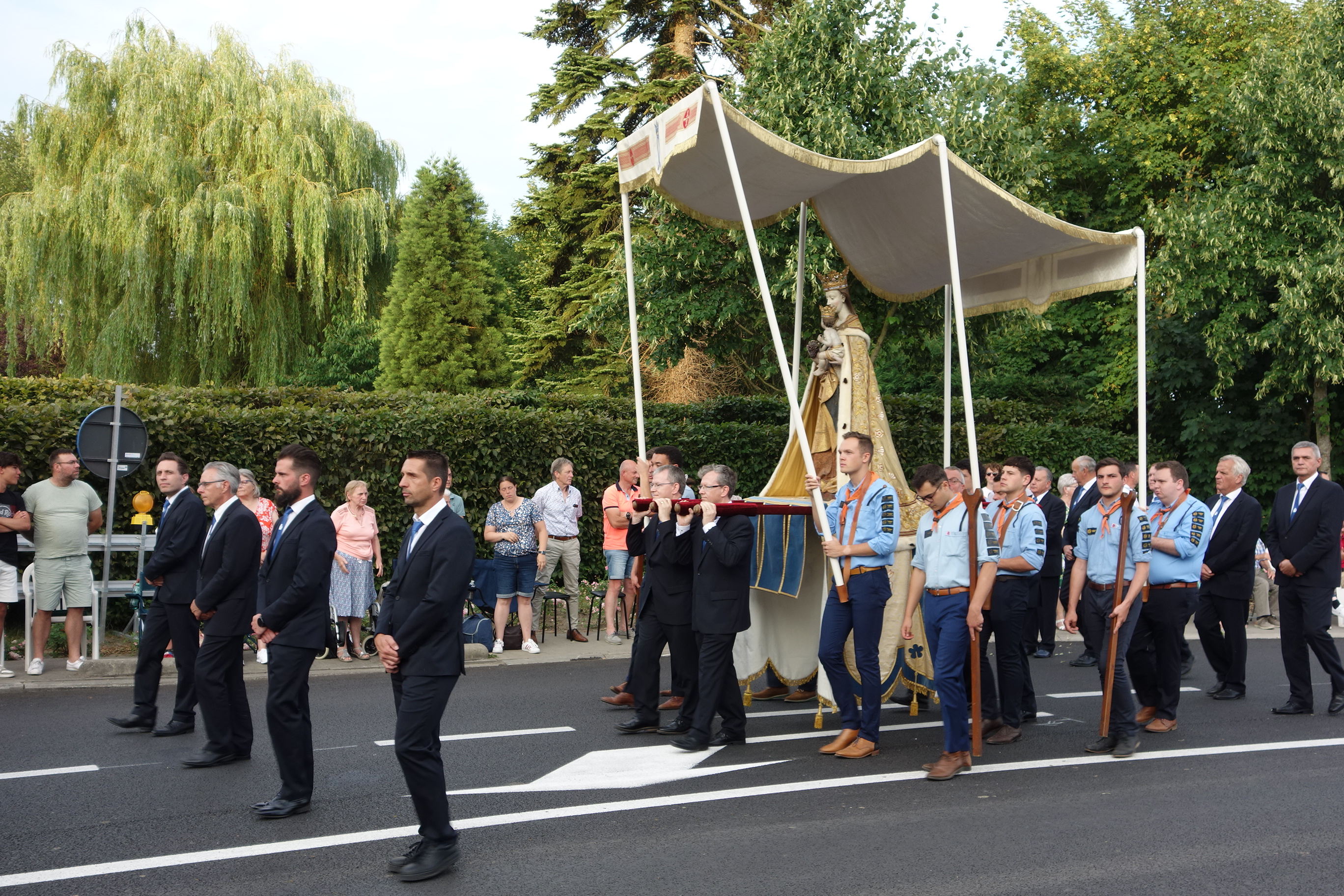
Gekroond beeld van Onze-Lieve-Vrouw tijdens de Kroningsfeesten in 2023.

In de week van 2 tot en met 9 juli 2023 werden de Kroningsfeesten voor de negentiende maal georganiseerd. In een processie en een avondspel, waaraan meer dan drieduizend Tongenaren deelnemen, maar ook in pontificale missen, concerten en met straatversiering drukt Tongeren zijn verering uit voor Onze-Lieve-Vrouw "Oorzaak-Onzer-Blijdschap".
De volgende editie van de Kroningsfeesten zal plaatsvinden in 2030.

## Geschiedenis

### Pauselijke kroning
Vanaf de 14de eeuw werden om de zeven jaar de relieken, vanaf de woensdag na het feest van Onze-Lieve-Vrouw -bezoeking op 2 juli gedurende 16 dagen getoond aan de pelgrims die op heiligdomsvaart kwamen. De laatste heiligdomsvaart had plaats in 1790, want de Fransen lieten nadien geen reliekentoning meer toe.
Op 20 mei 1889 richtte de bisschop van Luik een schriftelijk verzoek aan paus Leo XIII voor een canonieke kroning.
Bij pauselijke bul van 10 september 1889 ging de paus op het verzoek in en vertrouwde de plechtige kroning toe aan bisschop Doutreloux.
De kroning had plaats op zondag 31 augustus 1890. De Tongenaren hadden er werk van gemaakt. De straten waren prachtig versierd. Met het ingezamelde geld hadden ze twee prachtige kronen laten vervaardigen. Na de mis werd het beeld van Onze-Lieve-Vrouw door priesters naar buiten gedragen en onder het zingen van het Magnificat op een verhoog geplaatst, dat op de grote markt was opgetrokken.
Onder een gewijde stilte plaatste de bisschop de kleine kroon op het hoofd van het kindje Jezus en de grote op het hoofd van Maria.
Na deze plechtigheid trok voor de eerste maal de kroningsprocessie langs de versierde straten en pleinen van de stad.
Alzo ontstonden de Kroningsfeesten. De Tongenaren vonden hierin een gelegenheid om terug aan te knopen bij de vroegere Heiligdomsvaarten die om de zeven jaar plaatsvonden.

### Overzicht van de Kroningsfeesten van 1897-2023

#### 1897
De Kroningsfeesten van 1897 werden een feest van gans de Tongerse bevolking voor de moeder van God.
Tussen de talrijke verenigingen die mee opstapten werden groepen ingeschakeld die Bijbelse taferelen uitbeeldden.

#### 1904
Volgens de legende was het in 1904 1100 jaar geleden dat paus Leo III, in aanwezigheid van Karel de Grote, de kerk van Tongeren gewijd had. Deze verjaardag zou herdacht worden met een historische stoet die de kroningsprocessie voorafging.
In de loop van de week kreeg Tongeren het bezoek van meerdere bedevaarten uit de omliggende dekenaten, maar ook uit Antwerpen, Luik, Maaseik, Sint-Truiden, Herve en Maastricht. Tot in 1953 werden soortgelijke bedevaarten ingericht.

#### 1911
De meest artistieke groep in de Kroningsprocessie van 1911 was die van de Zingende Maagden, die met palmen wuivend het Loflied der Engelen zongen, een indringende melodie van Edmond Jaminé op een tekst van pater Adriaensen.

#### 1925
Wegens de oorlogsomstandigheden waren de Kroningsfeesten in 1918 niet kunnen doorgaan. De viering van 1925 stond dan ook in het teken van dankbaarheid voor de bescherming die de stad gedurende vier bange oorlogsjaren vanwege haar schutsvrouwe genoten had.
De processie, samengesteld uit 46 groepen, was dan ook een hulde van de hele stadsgemeenschap aan Onze-Lieve-Vrouw Causa Nostrae Laetitiae.

#### 1932
Op 20 februari 1931 werd de Onze-Lieve-Vrouwekerk door paus Pius XI tot basiliek verheven.
De Kroningsfeesten van 1932 stonden in het teken van deze verheffing.
Meer dan 1600 deelnemers stapten mee op in de verschillende groepen die schitterden door hun kleurrijke kledij en de weergaloze uitbeelding van de symbolische taferelen.
Jan Boon, de latere directeur-generaal van de Belgische Radio-Omroep, zorgde voor een rechtstreekse radioreportage.

#### 1939
Dreigende oorlogswolken dreven al een tijdlang boven Europa, iedereen voelde het oorlogsgevaar naderen, maar in Tongeren besliste men toch om de Kroningsfeesten van 16 tot 23 juli 1939 te laten plaatsvinden.
Het werd een grootse hulde aan Maria, een gebed om vrede en samenwerking tussen de volkeren en mensen.

#### 1946
Na 5 bange oorlogsjaren trok de processie in 1946 door de versierde straten als hulde- en dankbetuiging voor de bevrijding op 8 september 1944, het feest van Maria Geboorte en het patroonsfeest van Tongeren.
Onze-Lieve-Vrouw droeg een prachtige gouden mantel, een geschenk van de Tongenaren.
Door het toevoegen van de Sint-Lutgardisstoet werd ook de 700ste verjaardag van het sterven van deze Tongerse heilige herdacht.

#### 1953
De Kroningsfeesten van 1953 moesten alle voorgaande in luister overtreffen. De massale deelname was alleszins opvallend  2.300 Tongenaren op een inwonersaantal van 13.000, die vrijwillig en actief hun medewerking verleenden.
Geïnspireerd door deken Van de Weerd was aan de ommegang een historisch gedeelte toegevoegd met als thema "verering van Onze-Lieve-Vrouw van Tongeren door de eeuwen heen".
Het zou voorlopig de laatste maal zijn dat er een historisch element aan de processie werd toegevoegd.

#### 1960
Met de Kroningsfeesten van 1960 werd het stramien vastgelegd voor de volgende feesten. Voortaan zou het leven van Maria, zoals het in de bijbel opgetekend staat, als basis dienen voor de samenstelling van de groepen.
Op dinsdagavond 19 juli vond de eerste opvoering plaats van het avondspel.

#### 1967
De postconciliaire mentaliteit en het feit dat Tongeren niet de hoofdzetel van het nieuwe bisdom Hasselt geworden was, brachten voor het eerst twijfels over het al of niet voortbestaan van dergelijke processies.
De Kroningsfeesten van 1967 werden dan toch een succes. De Gazet van Antwerpen schreef :
"Precies in de eenvoud en in het feit dat alles door eigen mensen wordt uitgeknobbeld, precies in het feit dat deze processie nog religie uitstraalt, putten de Tongerse ommegangen hun kracht en hun sterkte voor de toekomst.

#### 1974
In 1974 was de periode van twijfel achter de rug. De organisatie van de Kroningsfeesten was zelfs vlotter en soepeler van de grond gekomen dan ooit.
In dat jaar had in Tongeren een eerste fusie van gemeenten plaatsgevonden waardoor enkele processiegroepen door de dorpen gevormd werden. In de voorbereiding organiseerde men een rondgang van het genadebeeld in de Tongerse parochies. Een initiatief dat bij de volgende edities zou herhaald worden.
Voor de eerste maal trok op dinsdag 9 juli een avondprocessie door de straten van de binnenstad. Het werd voor de Tongenaren een visuele verrassing. In het schijnsel van straat- en feestverlichting was het een fascinerend en toverachtig spel van licht en schaduw.

#### 1981
De tweede fusie van 1977 zorgde ervoor dat het deelnemersaantal fiks de hoogte inging bij de Kroning van 1981. Niet minder dan 3.300 personen stapten tussen 5 en 12 juli driemaal mee op.
De Kroningsfeesten 1981 knoopten terug aan bij de eeuwenoude traditie van de heiligdomsvaarten. Zeshonderd gelovigen in gewone kledij stapten biddend mee in de ommegang als "Biddend Volk". Meerderen onder hen hielpen bij het dragen van de relieken.

#### 1988
In 1988 groeiden de Kroningsfeesten uit tot een feestelijk gebeuren, dat over meerdere weken gespreid lag, van in het voorjaar tot diep in het najaar.
Ditmaal trok de processie 4 maal uit. Voor de eerste maal kon de Kroningsprocessie in gans het land rechtstreeks via de televisie gevolgd worden.

#### 1995
500.000 bezoekers kwamen die week naar de oudste stad van België. Ook ditmaal trok de processie viermaal door de Tongerse straten en vond er op die avonden telkens een avondspel plaats.
Op zondag 1 oktober werd het kroningsjaar afgesloten met een lichtprocessie. Een 4000 Tongenaren trokken, in burgerkledij, biddend en zingend met kaarslicht door de donkere straten. Het was een indrukwekkend einde van het Kroningsjaar 1995 en van de Kroningsfeesten van de 20ste eeuw.

#### 2002
De eerste Kroningsfeesten van de 21ste eeuw kenden een groot succes. De pers was zeer lovend over de organisatie en het verloop van de Kroningsfeesten. Volgens politietelling waren het er meer dan 700.000 personen die de processie bijwoonden. 
Onder de bedevaarders waren ook prins Filip en prinses Mathilde aanwezig. Daarnaast ontving de bisschop van Hasselt talrijke andere hoge prelaten en eregenodigden.

#### 2009
Circa 4.000 Tongenaren liepen mee in de 17e editie van de Kroningsfeesten. Ook tijdens deze editie kwamen prins Filip en prinses Mathilde naar de Kroningsprocessie kijken. In totaal ontving Tongeren op vier dagen 500.000 bezoekers voor de Kroningsfeesten.

#### 2016
Circa 3.000 Tongenaren trokken door de straten van hun stad om het leven van Maria uit te beelden. Tongeren ontving tijdens deze editie van de Kroningsfeesten meer dan 350.000 bezoekers, onder wie ook koning Filip, koningin Mathilde en kroonprinses Elisabeth. 

#### 2023
Circa 3.300 Tongenaren trokken door de straten van hun stad om het leven van Maria uit te beelden. Koningin Mathilde woonde wederom de processie bij.
Impressie van de processie tijdens de Kroningsfeesten 2023:

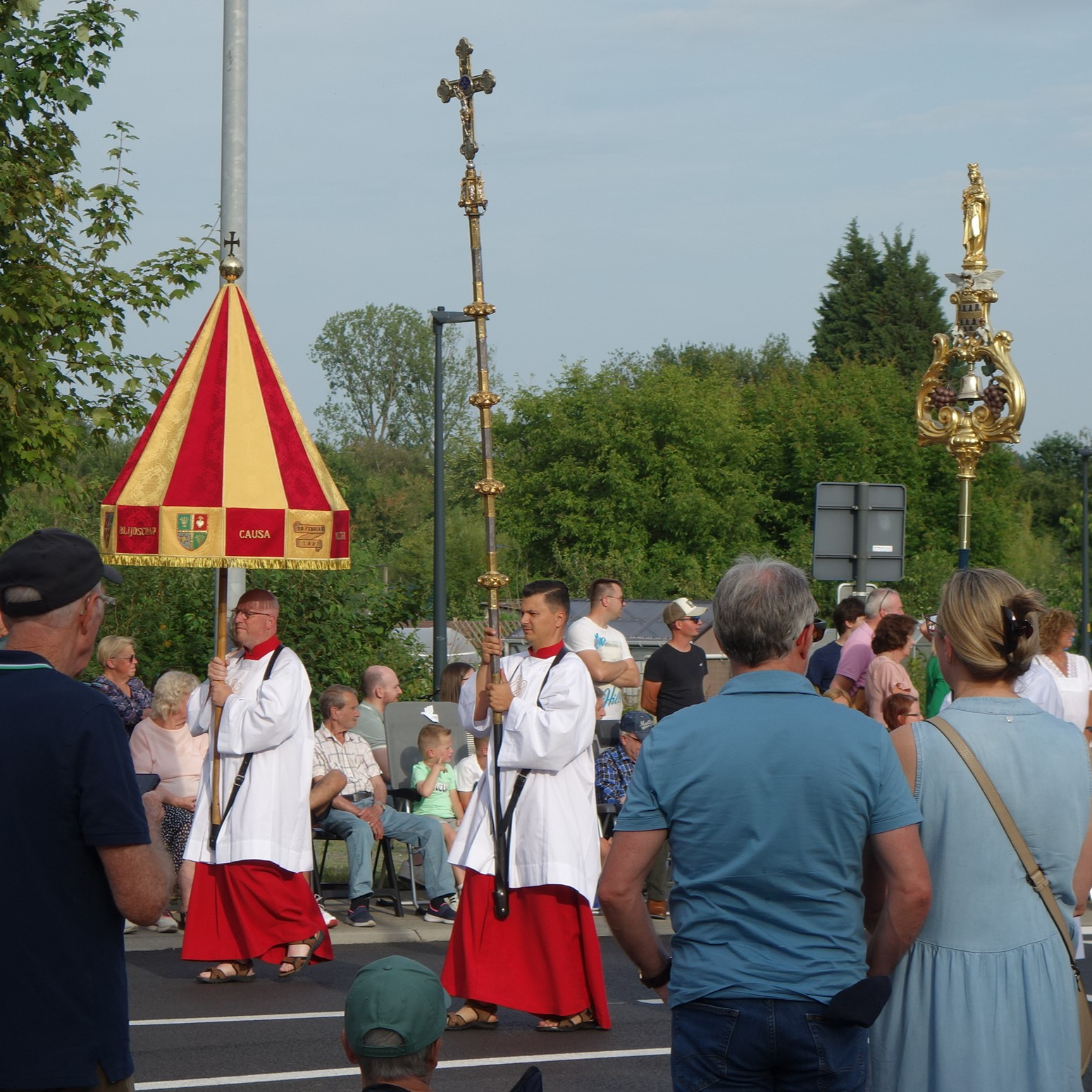
Conopeum van de OLV-basiliek
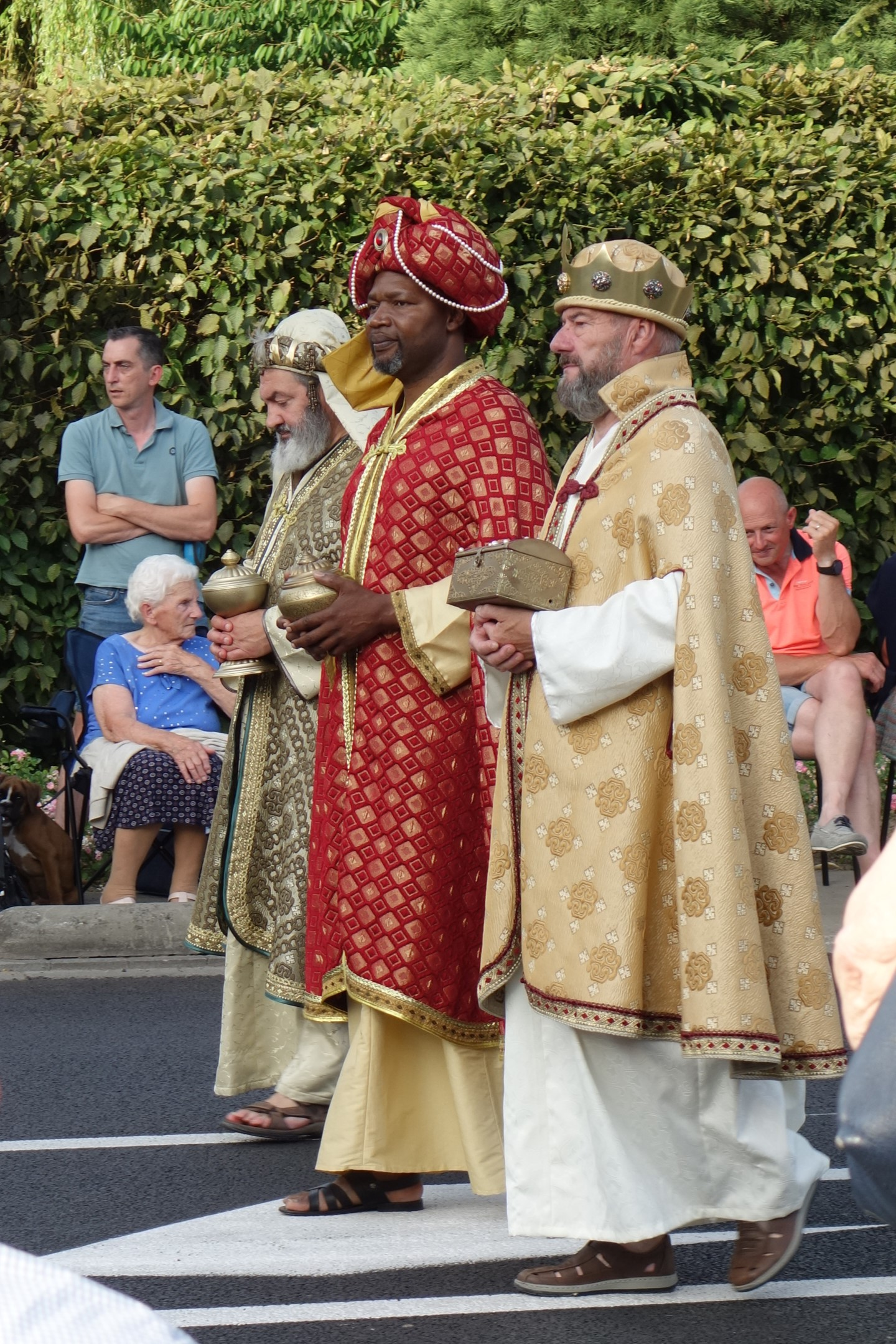
Wijzen uit het oosten
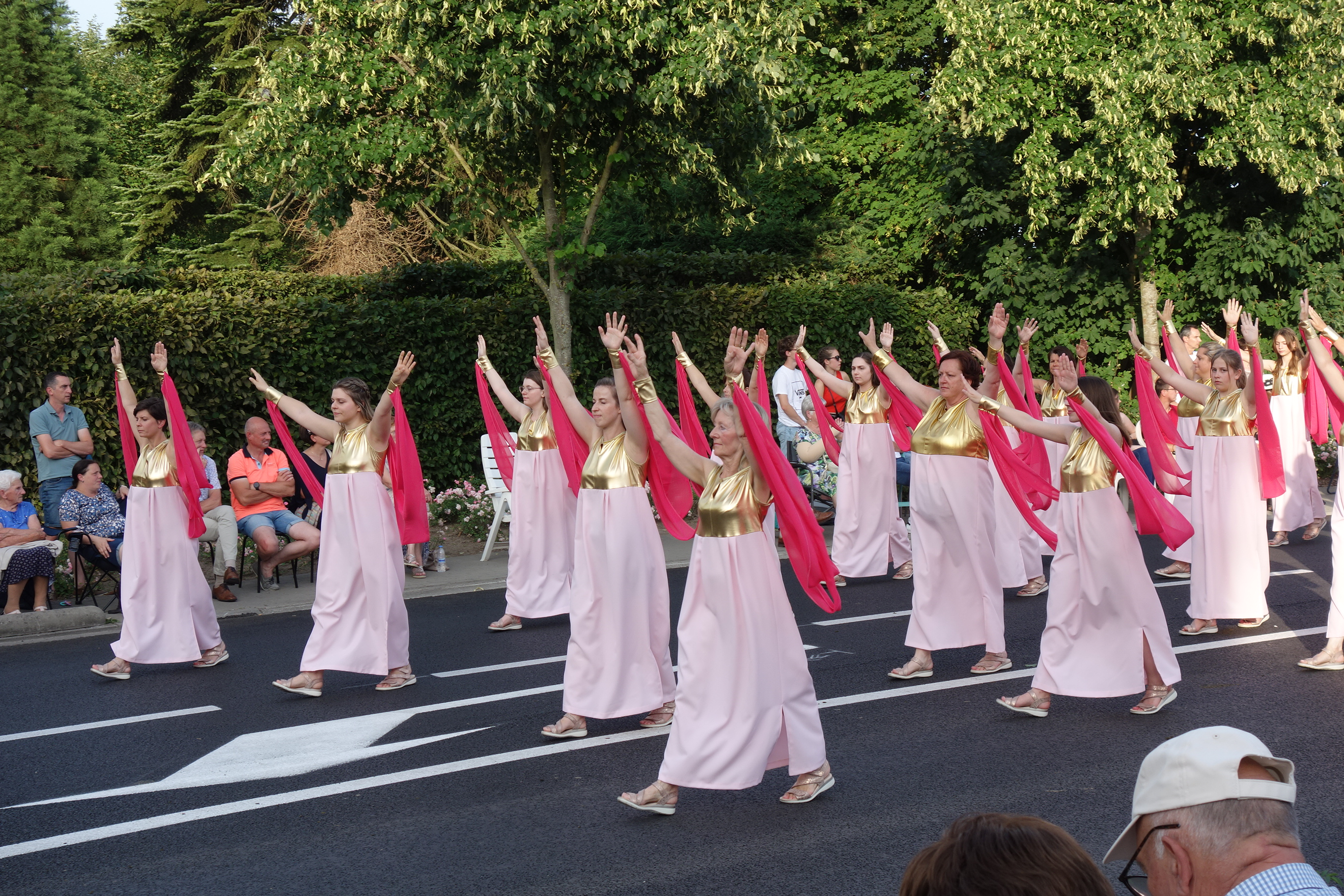
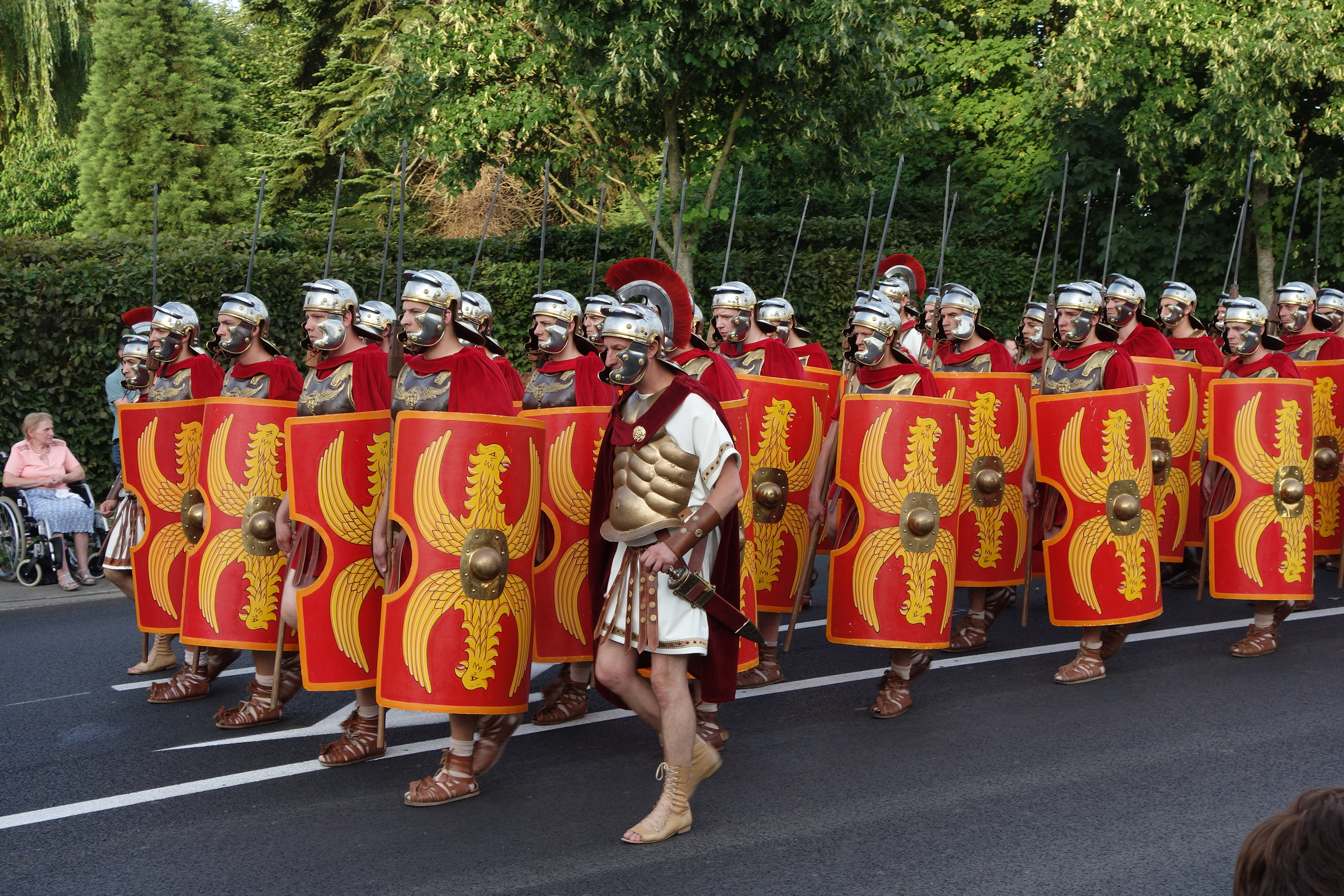
Romeinse soldaten
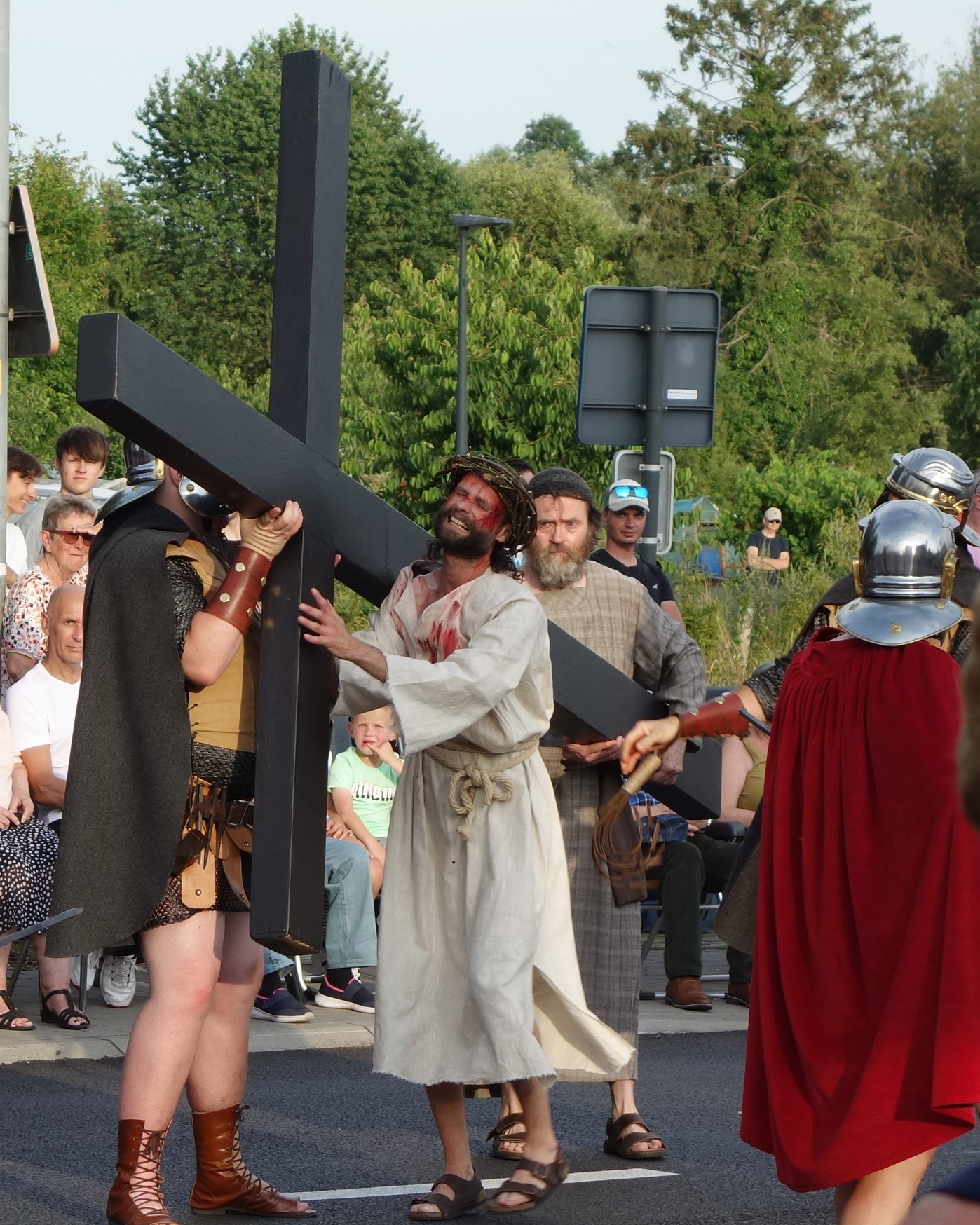
Kruisiging van Christus
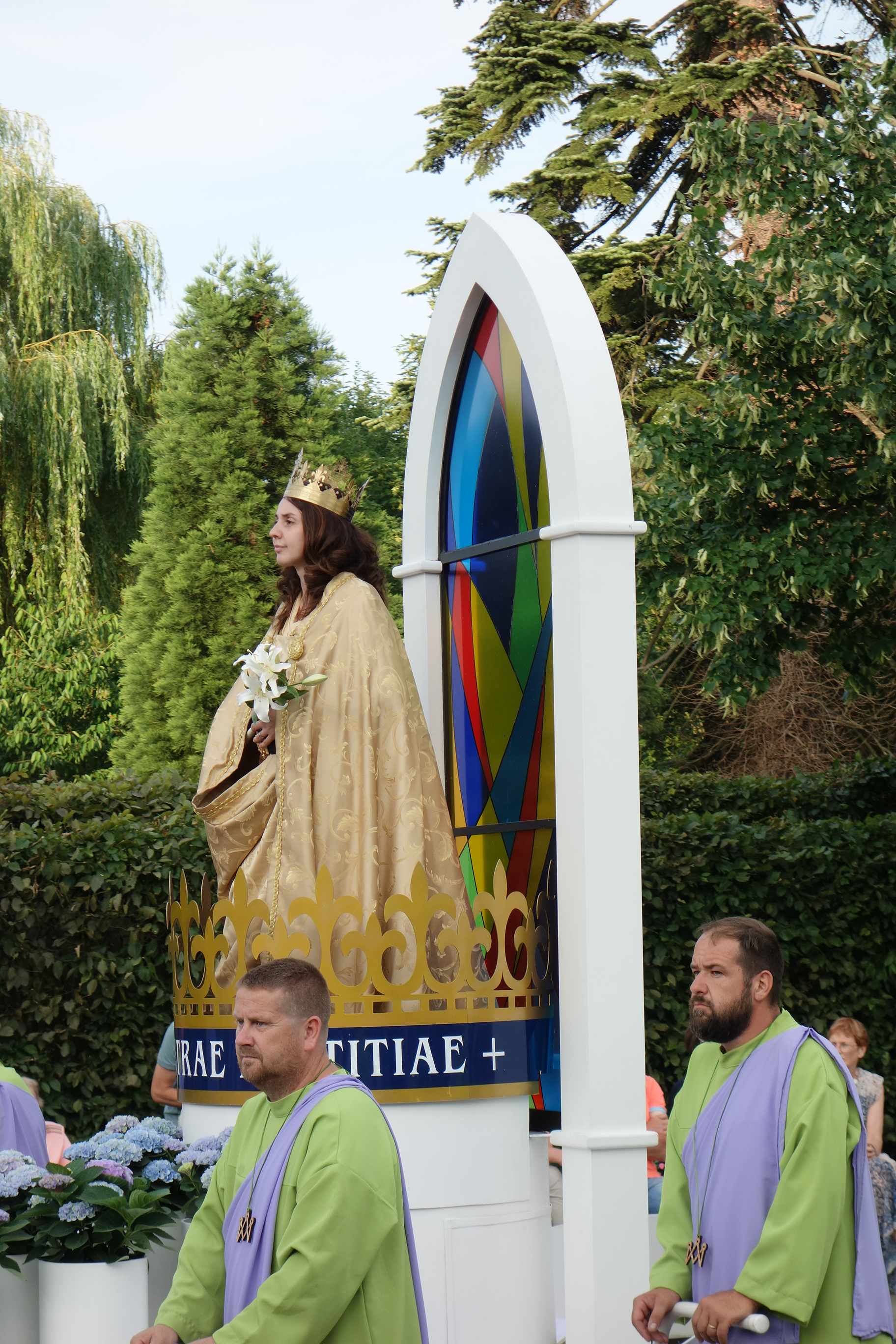
OLV "Causa Nostrae Laetitiae" (Oorzaak Onzer Blijdschap)
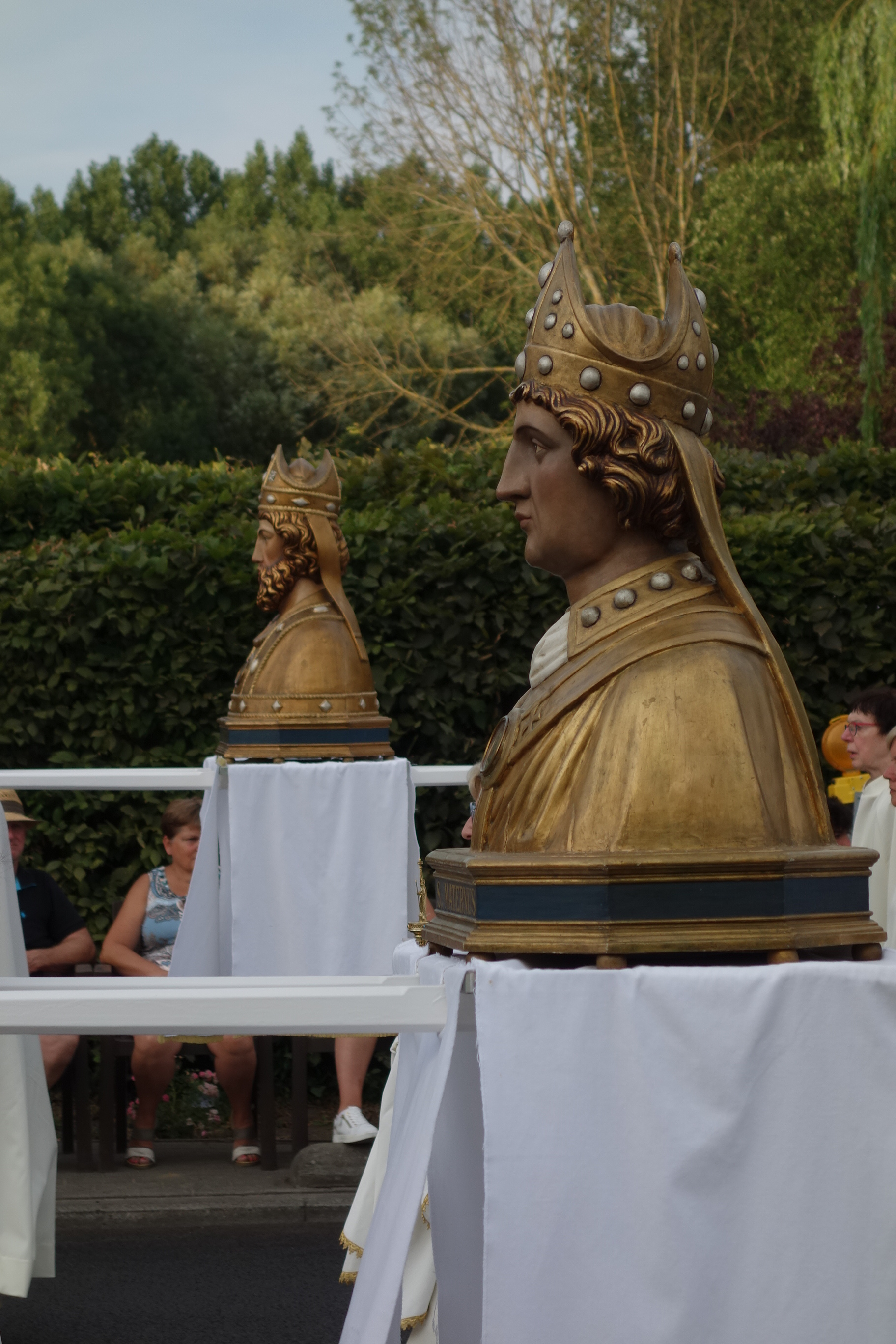
reliekbustes van de heiligen Servaas en Maternus
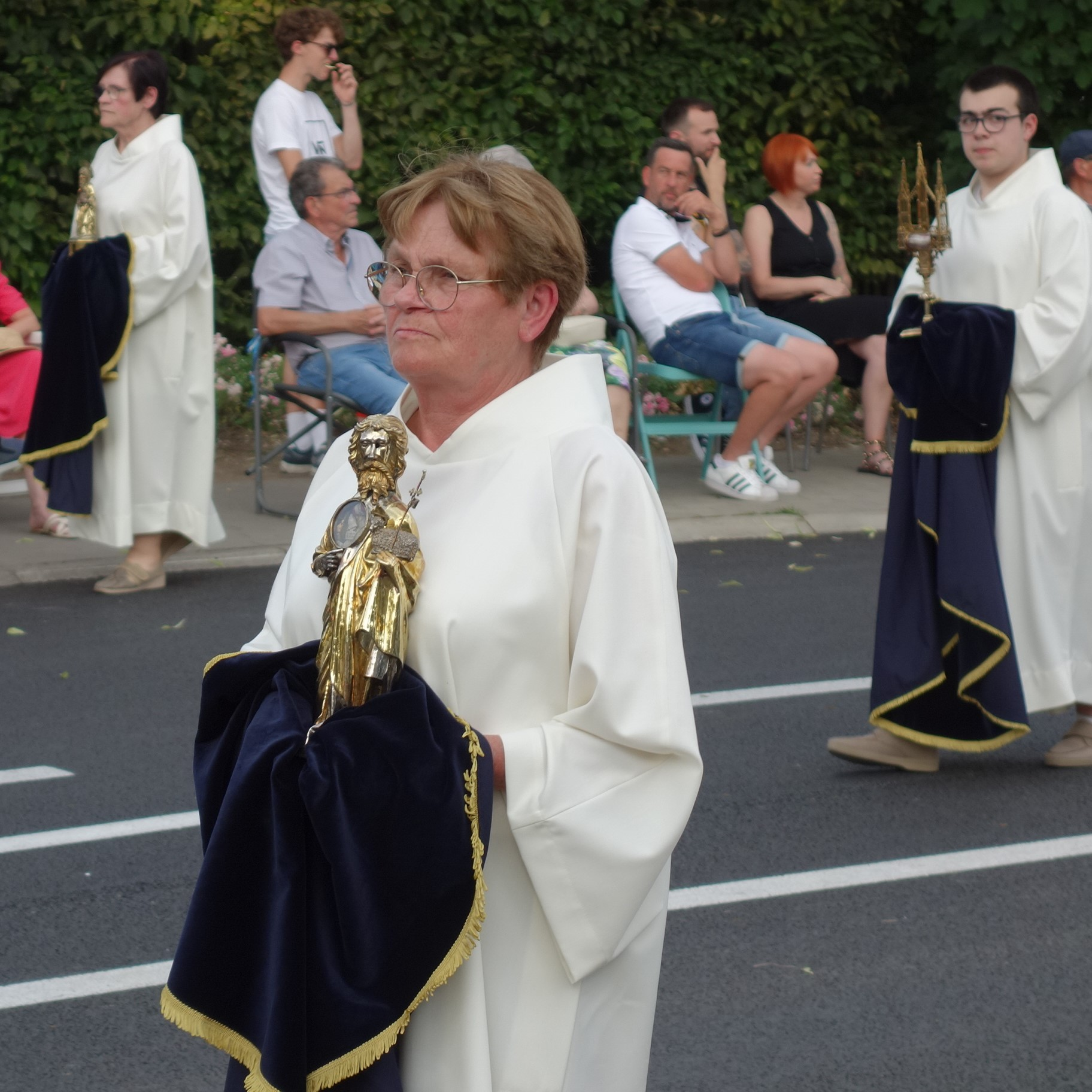
reliekhouders
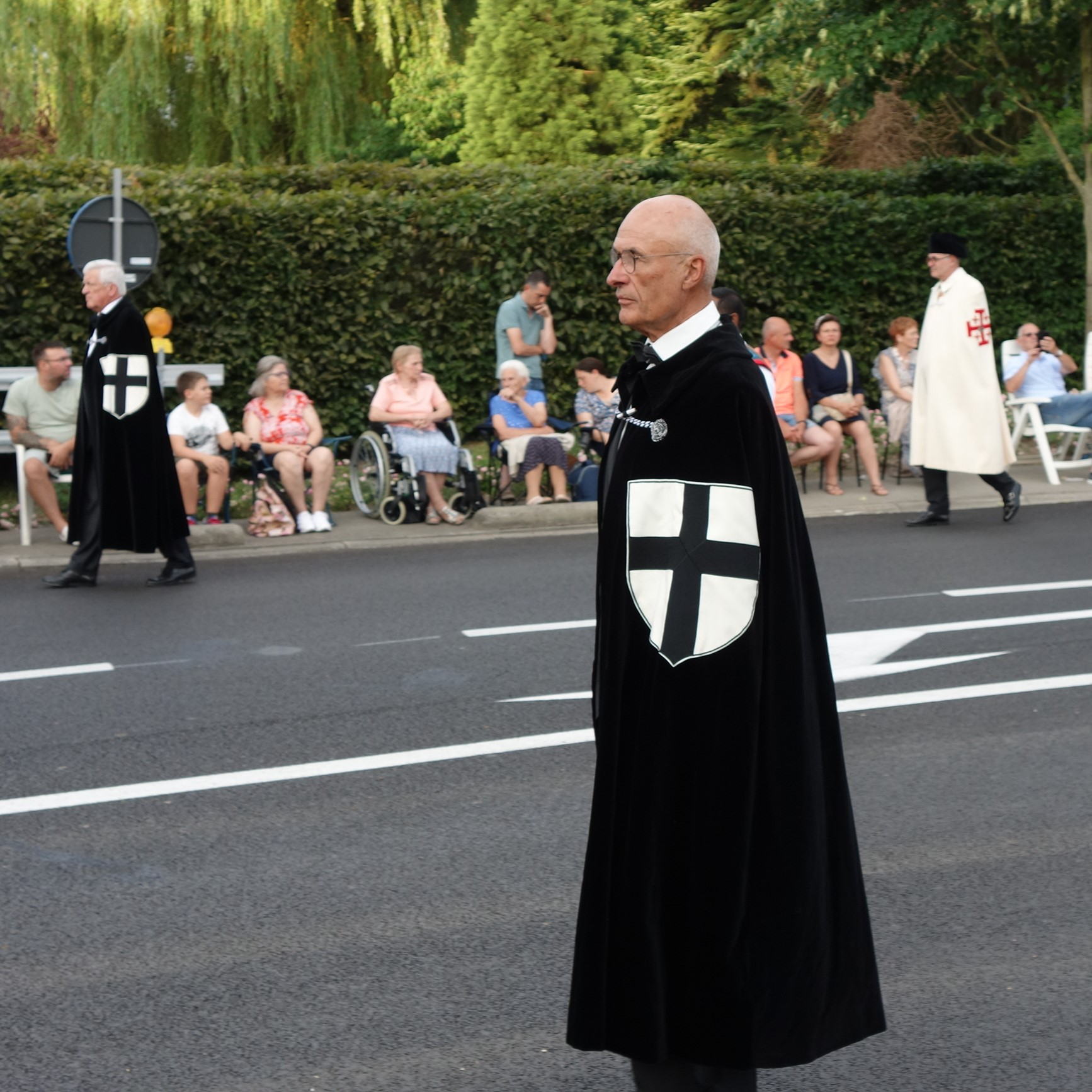
ridders van de Duitse Orde en Orde van het Heilig Graf
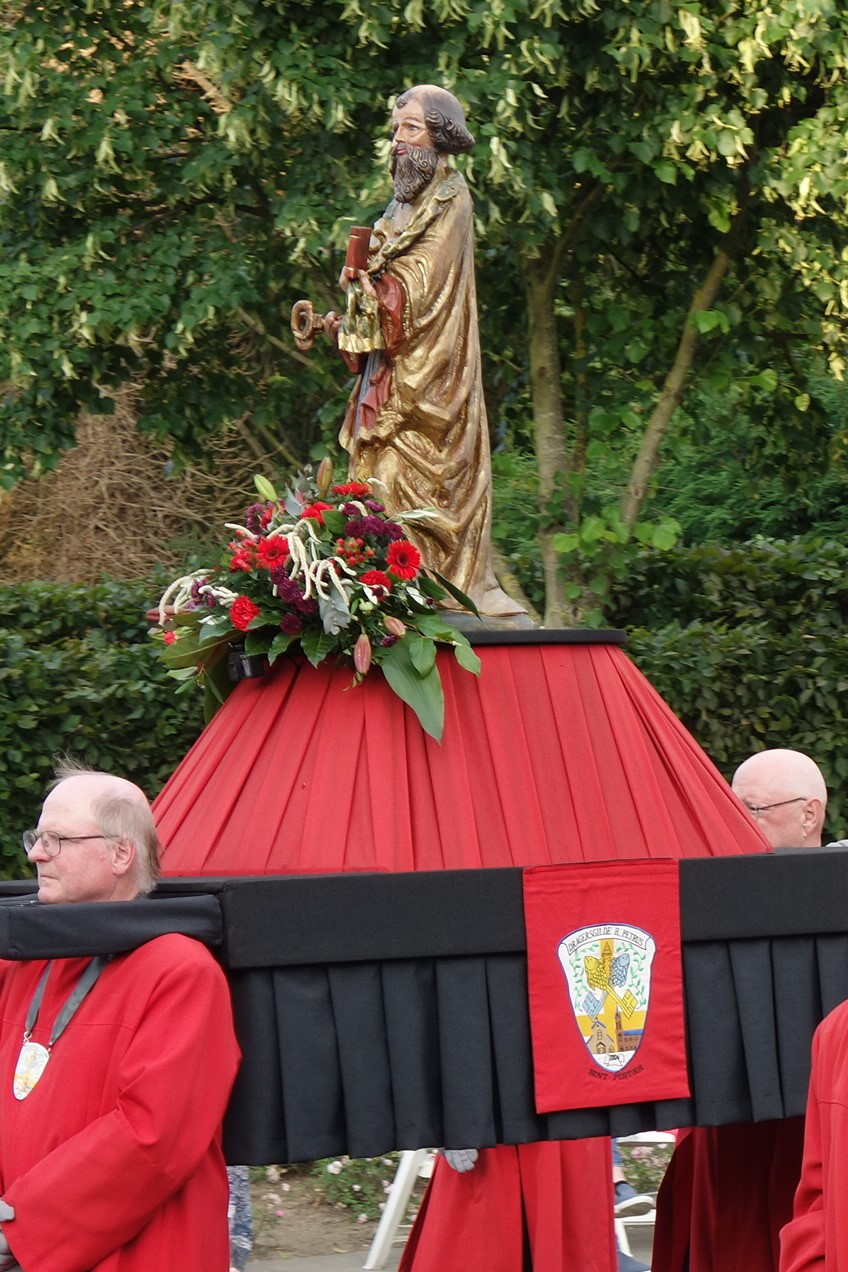
Heilige Petrus
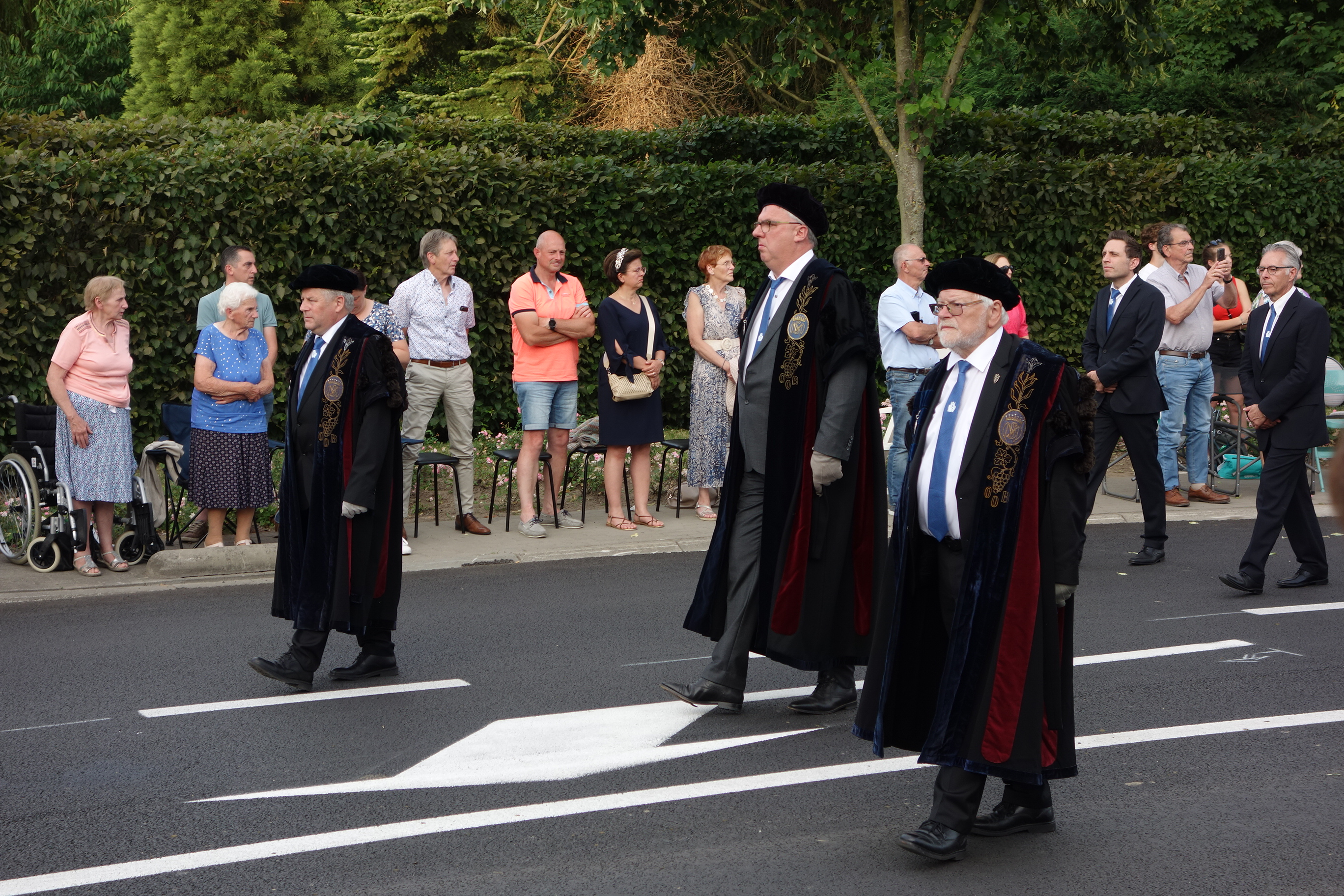
Aartsbroederschap
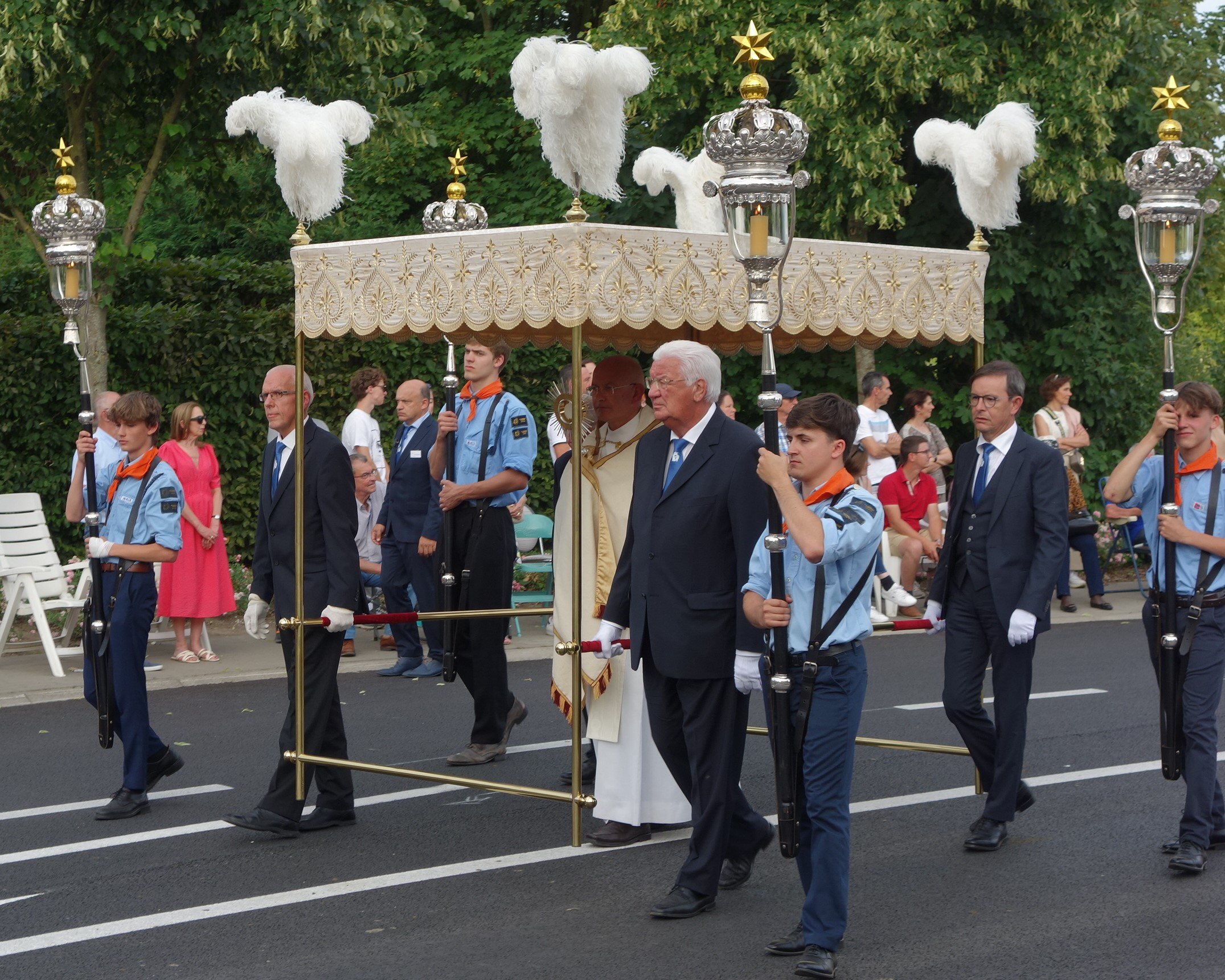
Allerheiligste Sacrament in de monstrans onder de baldakijn